# كيغان ناش
كيغان نـاش (بالإنجليزية: Keegan Nash)‏ هو لاعب كرة قدم أسترالي، ولد في 18 يوليو 1986 في أديلايد في أستراليا. لعب مع أدلايد كاميتز.